# 프리프로호르몬
프리프로호르몬(영어: preprohormone)은 하나 이상의 프로호르몬에 대한 단백질 전구체이며, 프로호르몬은 펩타이드 호르몬의 전구체이다. 일반적으로 단백질은 호르몬을 분비하는 세포에 의해 생성되는 아미노산 사슬로 구성되며, 그 자체로는 아무런 변화가 일어나지 않는다. 이는 신호 펩타이드, 호르몬 자체, 그리고 중재 아미노산을 포함한다. 호르몬이 세포에서 방출되기 전에 신호 펩타이드와 다른 아미노산은 제거된다.

## 같이 보기
- 프리호르몬
- 프로호르몬
- 프로펩타이드